# Rallye Dakar 1993
Die Rallye Dakar 1993 (Paris-Dakar) war die 15. Ausgabe der Rallye Dakar. Sie begann am 1. Januar 1993 in Paris und endete am 16. Januar 1993 in Dakar.
Die Strecke führte über 8.877 km (davon 4.476 Wertungskilometer) durch Frankreich, Marokko, Algerien, Mauretanien und Senegal.
An der Rallye nahmen insgesamt 153 Teilnehmer – 65 Autos, 46 Motorräder und 42 LKW teil.

## Endwertung

### Motorräder
|    | Fahrer               | Fahrzeug                    |
| -- | -------------------- | --------------------------- |
| 1. | Stéphane Peterhansel | Yamaha YZE750T Super Ténéré |
| 2. | Thierry Charbonnier  | Yamaha YZE750T Super Ténéré |
| 3. | Jordi Arcarons       | Yamaha YZE750T Super Ténéré |

### PKW
|    | Fahrer          | Fahrzeug                    |
| -- | --------------- | --------------------------- |
| 1. | Bruno Saby      | Mitsubishi Pajero Evolution |
| 2. | Pierre Lartigue | Citroën                     |
| 3. | Hubert Auriol   | Citroën                     |

### LKW
Im Jahr 1993 gab es offiziell keine Einzelwertung für LKW, diese wurden zusammen mit den PKW gewertet.
|    | Fahrer            | Fahrzeug |
| -- | ----------------- | -------- |
| 1. | Francesco Perlini | Perlini  |
| 2. | Jacques Houssat   | Perlini  |
| 3. | Versino           | Mercedes |